# Вацеба, Григорий Васильевич
Григорий Васильевич Вацеба (псевдонимы: Сулима, Варнак, Бродич, Орлов, Мороз, Маґура; 23 января 1917, с. Радча, Станиславовского уезда — 1 июля 1951, хутор Ловаги, Перегинского района) — руководитель Станиславовского, Галицкого, Надворнянского надрайонных проводов ОУН, заместитель руководителя Калушского окружного провода ОУН.

## Биография
Родился в семье Анны и Василия Вацеба, который был кузнецом. У Григория в семье были ещё братья Василий, Михаил, Николай, Панько и сестра Прасковья.
С 1924 г. Гринь (производное от имени Григорий) учился в Радчанской четырёхклассной школе, после окончания которой родители отдали его в Государственную гимназию с украинским языком обучения в Станиславове. В 1930 г. с отличием закончил первый класс, но в следующем учебном году уже 1 ноября вынужденно покидает гимназию из-за смерти матери. Через год умирает и отец. Оставшись сиротой на попечении старшего брата Панько, Гринь сам ведёт домашнее хозяйство. В то же время продолжает заниматься самообразованием, много читает, интересуется общественной жизнью и принимает участие в деятельности обществ «Сокол» и «Просвита».
В 1933 году Григорий Вацеба вступает в ряды Юнацтва ОУН. В 1937 году становится членом ячейки ОУН в Радче, а уже через год возглавляет его. В рядах организации со сторонниками проводили разъяснительную работу среди жителей, распространяли газету «Горн», снимали вывески, написанные на польском языке, в дни национальных праздников вывешивали сине-желтые флаги. Осенью того же 1938 года, Гриня как организатора антипольской акции — пения националистических песен, осуждён на шесть месяцев заключения.
С приходом большевиков, в сентябре 1939 года, зная, что репрессий ему не миновать, Григорий Вацеба вместе со своим хорошим товарищем Михаилом Остапьяком нелегально переходит советско-немецкую границу, у Закерзонья, на территорию новообразованной Генеральной губернии «Польша». С 1940 года являлся проводником Ярославского района Перемышлянского уезда ОУН. В конце марта 1941 года принимает участие во II большом сборе ОУН(б) в Кракове, проходившего с 1 по 4 апреля. Впоследствии, в мае 1941 г., во исполнение постановления большого сбора были приняты инструкции революционного Провода ОУН(б) для организационного актива в Украине на период войны — «борьба и деятельность ОУН во время войны». По сути Постановление ставило задачу создавать собственные военные силы, которые должны быть готовы к развертыванию боевых действий.
В 1942 году Григорий возвращается в родное село Радчу, где переходит на нелегальное положение, так как его активно разыскивали гестаповцы. Он возглавляет хозяйственную референтуру ОУН Станиславовского уезда. С начала 1943 г. Григорий Вацеба – «Сулима» — проводник Станиславовского районного провода ОУН. В 1943 году организовал побег подпольщика «Гайворона» из села Ляховцы (теперь с. Подгорье), который содержался под стражей в Станиславовской больнице. Хорошо владея немецким языком и переодевшись в форму офицера-эсесовца приказал немецким часовым доставить раненого повстанца к конной повозке, на которой его отправили в направлении с. Лисця. Опомнившись, немцы подняли тревогу, но пропавших повстанцев так и не нашли. «Сулима» пользовался большим авторитетом, жители сёл часто приходили к нему за советами, ища защиты, и он никому и ни в чём не отказывал.
С приходом Красной армии в область, деятельность повстанческих отрядов была сильно ограничена. 13 ноября в селе Тязев «Сулима» провел собрание, где рассказал о грядущих изменениях. Учитывая, что агенты НКВД внедрялись в ряды повстанческого движения с целью его дискредитации и последующего уничтожения, подрайонные провода ликвидировались, а вместо них создавались кусты численностью от 15 до 35 повстанцев. Руководители меняли псевдонимы, места дислокации и сферы ответственности, чтобы избежать слежки и арестов карательных органов. С июня 1945 года, сменив псевдоним на «Бродич», Вацеба возглавляет Толмацкий (Тлумацкий) надрайонный Провод ОУН.
После ликвидации в 1948 г. проводника Надворнянского надрайонного провода ОУН «Дубравы» – «Доктора», Григорий под псевдонимом «Варнак» возглавляет данный провод (08.1948-08.1950). На своём посту ему удалось сохранить боеспособность поредевших отрядов, а число измен и доносов значительно сократилось. Осенью 1948 группа повстанцев совершила ограбление продовольственного магазина в с. Быстрица (Рафайлив). Из украденного «Сулима» выделил одному из нападавших — «Довбушу» 25 килограммов сахара и несколько пар белья, а остальное припас для других повстанцев, которые намеревались зимовать с ним в районе долины Плоская. В зимний период, с 1 декабря 1948 по 2 апреля 1949 года, ведёт «Дневник Надвирнянского Надрайонного ячейки ОУН «Верховина» за зимний период 1948/49 года». В нём описано как зимовали повстанцы далеко в горах Надворнянщины, в 15 км от с. Рафайлов, в хате-лесничевке. Зимовало тогда их семь: «Варнак» — Григорий Вацеба, «Ксеня» — Марийка Бабинчук, «Тугар» — Антон Костик, «Деркач» — Онуфрий Онуфрак, «Явор» — Михаил Палагняк, «Шахид» — Иван Онуфрак, «Дорошенко» — Петр Билусяк. Известно, что в это время «Сулима» вёл дневник, который позже был изъят и сохранился в тайниках КГБ в Киеве. Записи велись с 1 декабря 1948 по 2 апреля 1949-го годов. В дневнике были детально описаны партизанские будни: ежедневные физические упражнения, лекции на общественно-политические и исторические темы, которые проводил Вацеба, а также прослушивание передач по радиоприёмнику, который работал на батарейках. Периодически повстанцы спускались в деревни за продовольствием, держали связь с другими группами партизан, которым Вацеба передавал письма, и с нетерпением ждали весны, чтобы дальше продолжить борьбу.
7 июля 1950 года в лесу возле долины Плоская на территории села Ясиня, Закарпатской области «Варнак» — Григорий Вацеба и «Ксеня» — Марийка Бабинчук поженились. 28 августа того же года у них родилась дочь, которую они назвали Мотря-Ганнуся. Назначение Вацебы организационным референтом Калушского окружного провода ОУН, а впоследствии — заместителем окружного проводника Калущини (08.1950-06.1951) заставило родителей отдать ребёнка под опеку чужим людям. 1 сентября они оставили дочь жительнице села Яблоница Яремчанского района Станиславовской области Агафье Манивчук. Её девочка и считала своей матерью до 16-летнего возраста. Тогда, она увидела прощальные письма родителей, оставленные 25 сентября 1950 года, когда они в последний раз навещали дочь.
1 июля 1951 года Григорий Вацеба — «Маґура», его жена Марийка — «Ксеня», и три охранника (Дуб» — Ярослав Белейович, «Тарас» и «Голубь» Михаил Мельник), находясь на хуторе возле села Ловаги близ Небылова Перегинского района, погибли в неравном бою с опергруппой отдела 2-Н УМДБ Станиславовской области. Пять повстанцев были окружены отрядом численностью 25 человек, и когда в ходе перестрелки у подпольщиков заканчивались патроны, они подорвали себя гранатой. В донесении о проведении агентурной операции было указано, что при убитых было обнаружено два автомата, две винтовки, пять пистолетов, 250 штук боевых патронов и документы. Тела погибших подпольщиков тянули машиной по селу, в назидание крестьянам. Григорию было 34 года, Марии - 27.